# Orthoperus corticalis
Orthoperus corticalis är en skalbaggsart som först beskrevs av Ludwig Redtenbacher 1849.  Orthoperus corticalis ingår i släktet Orthoperus, och familjen punktbaggar. Arten är reproducerande i Sverige.